# Учредитель
Учреди́тель — в российском гражданском праве — юридическое или физическое лицо, создавшее организацию — юридическое лицо. В большинстве случаев учредителями не могут являться лица, не обладающие дееспособностью и/или правоспособностью (например, не достигшие совершеннолетнего возраста, страдающие психическими заболеваниями и т. п.). Единственный учредитель создаёт юридическое лицо своим решением в письменной форме, два и более учредителей заключают учредительный договор, в котором, помимо самого решения о создании, также определяется статус участников.
Не является синонимом термина «участник/акционер/член» юридического лица: независимо от смены текущих собственников («участников», «акционеров») коммерческой организации или членов некоммерческой организации, состав учредителей не меняется, поскольку учредитель существует лишь в момент учреждения. Сведения об учредителях юридического лица содержатся в Едином государственном реестре юридических лиц.